# Temple de Pratâpeshvara
Le temple de Pratâpeshvara  est un temple hindou situé à Khajurâho dans l'état du Madhya Pradesh, en Inde. 
L'édifice fait partie du groupe situé à l'Ouest du site du patrimoine mondial de l'UNESCO au titre de l'Ensemble monumental de Khajuraho.

## Histoire
Le temple de Pratâpeshvara n’appartient pas vraiment à l’histoire de Khajurâho des IXe au XIe siècle puisqu’il n'a été construit qu'au XIXe siècle.

## Description
Très décoratif et photogénique par sa situation au milieu de beaux espaces verts, le temple est toutefois intéressant pour son évocation de la culture indienne. 

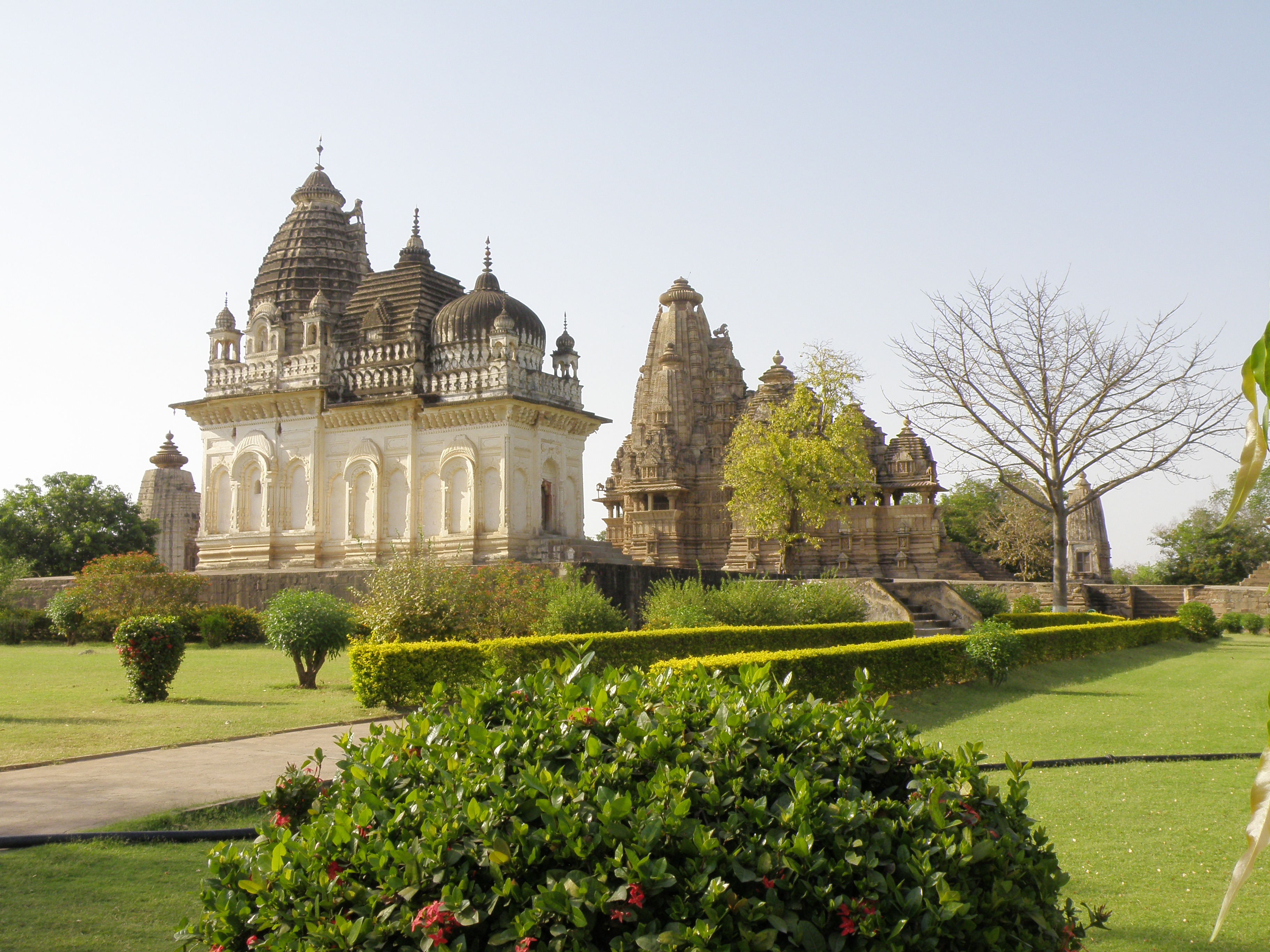
Le temple de Pratapesvara devant le temple de Vishvanatha.

Les trois dômes évoquent les trois principales architectures et religions de l'Inde: hindoue le dôme curviligne le plus haut, la pyramide bouddhiste au centre et la coupole islamique devant.